# Cosimo Alemà
Pour les articles homonymes, voir Alema.
Cosimo Alemà (né en 26 octobre 1970  à Rome, Italie) est un réalisateur et scénariste italien de cinéma et de vidéo-clips.

## Filmographie partielle

### Cinéma
- 1996 : Quiet, épisode d'Intolerance (documentaire)
- 1997 : Tutti intrusi
- 2000 : Gonfiate la bambola (court métrage)
- 2010 : War Games: At the End of the Day
- 2016 : Zeta (it) (Zeta - Una storia hip-hop)
- 2022 : Backstage - Dietro le quinte (it)

### Télévision
- 2008 : L'ospite perfetto - Room4U avec Daniele Persica (série télévisée)